# Adretta

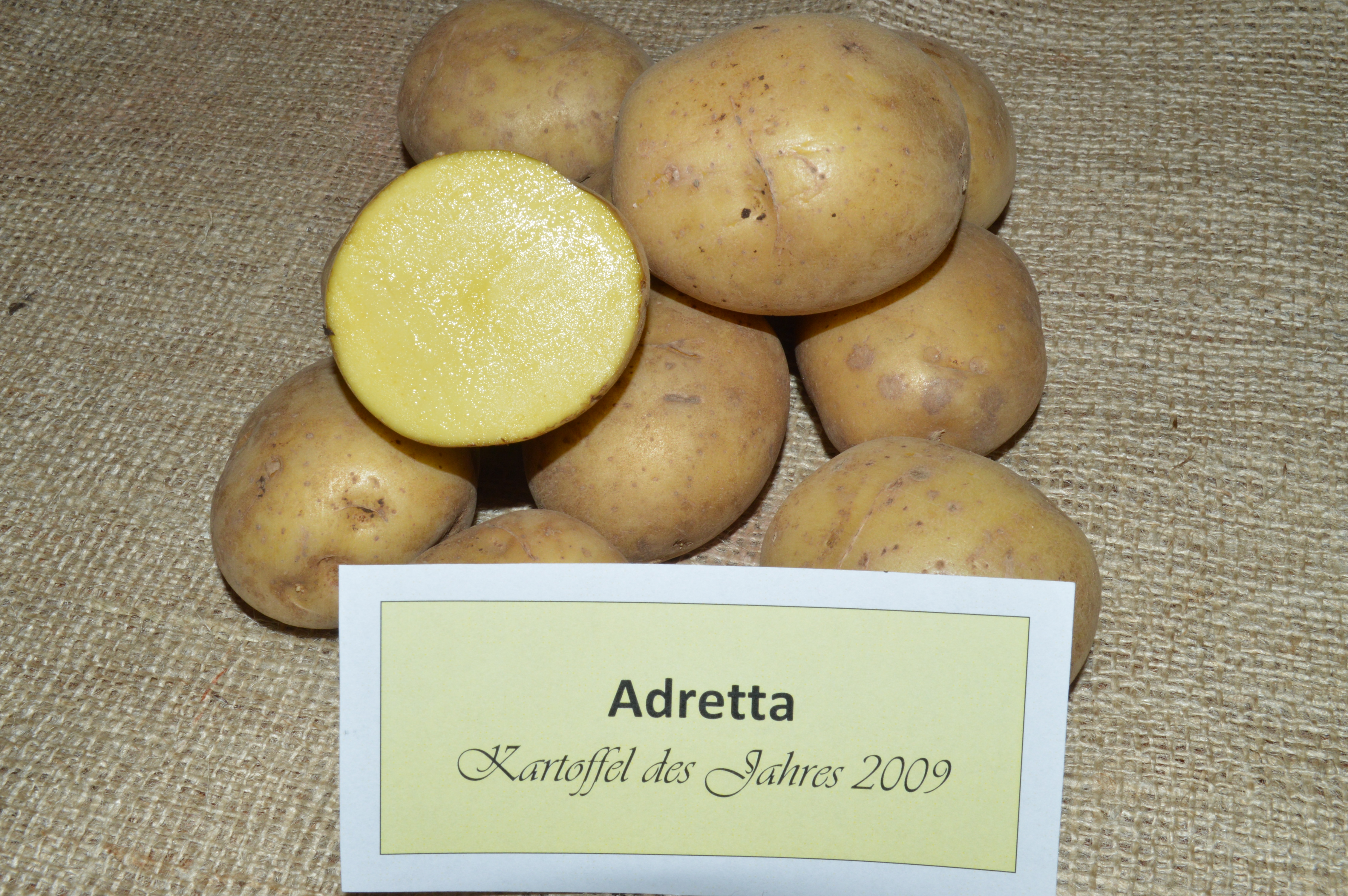
Adretta

Adretta ist eine Speise- und Veredelungskartoffel mit auffallend runden Knollen.
Es handelt sich um eine mehlig kochende Kartoffel mit früher bis mittelfrüher Reifezeit. Sie ist ein Produkt der Kartoffelzüchtung in der DDR aus dem Jahr 1975. Auffallend ist ihre schnelle Jugendentwicklung und ihre üppige Krautentwicklung. Sie ist neben der Verwendung als Kartoffelpüree ebenso geeignet für die Pommes-frites- und Chipsproduktion.
In manchen Jahren stand Adretta auf der Hälfte der Kartoffelanbaufläche der damaligen DDR, rund 550.000 Hektar. Da sich die Bekämpfung von Kraut- und Knollenfäule nach der Wende stark verbesserte, liegt die heutige Anbaufläche von Kartoffeln in Gesamtdeutschland deutlich darunter. Entwickelt wurde Adretta vom Institut für Pflanzenzüchtung in Schloss Groß Lüsewitz bei Rostock. Nach der Privatisierung entstand der Züchter Norika GmbH am selben Standort. 
Adretta ist gering anfällig gegenüber Fußkrankheiten und Schwarzbeinigkeit. Sie hat Resistenzen gegenüber dem Blattrollvirus sowie dem A-Virus und Y-Virus.
2005 lief der 30-jährige Sortenschutz aus, sodass sie lizenzfrei nachgebaut werden kann. 
Adretta wurde 2009 zur Kartoffel des Jahres gewählt.